# Zeichnungsblutung
Die Zeichnungsblutung (auch Zeichenblutung oder Zeichnen) ist eine vaginale Blutung kurz vor oder am Beginn der Geburt. Sie ist schwächer als eine Regelblutung, meist schleimig, und resultiert aus der Ablösung des Schleimpfropfes im Gebärmutterhalskanal und der Eröffnung kleiner Blutgefäße.
Solche Blutungen können auch nach frauenärztlicher Untersuchung auftreten. Sie sind nicht behandlungsbedürftig, müssen jedoch von anderen Blutungen abgegrenzt werden. Dabei sind die geringe Blutungsstärke, ein geburtsbereiter Muttermundsbefund und der Zusammenhang mit beginnenden Wehen charakteristisch.
Das Auftreten leichter Blutungen in anderen Phasen der Schwangerschaft kann ein Hinweis auf eine drohende Frühgeburt sein.